# ایکریج (فلوریدا)

ایکریج منطقه مسکونی

ایکریج (به انگلیسی: The Acreage) یک منطقهٔ مسکونی در ایالات متحده آمریکا است که در شهرستان پام بیچ، فلوریدا قرار دارد. ایکریج ۳۸٬۷۰۴ نفر جمعیت دارد.